# Centrum Handlowe Forum

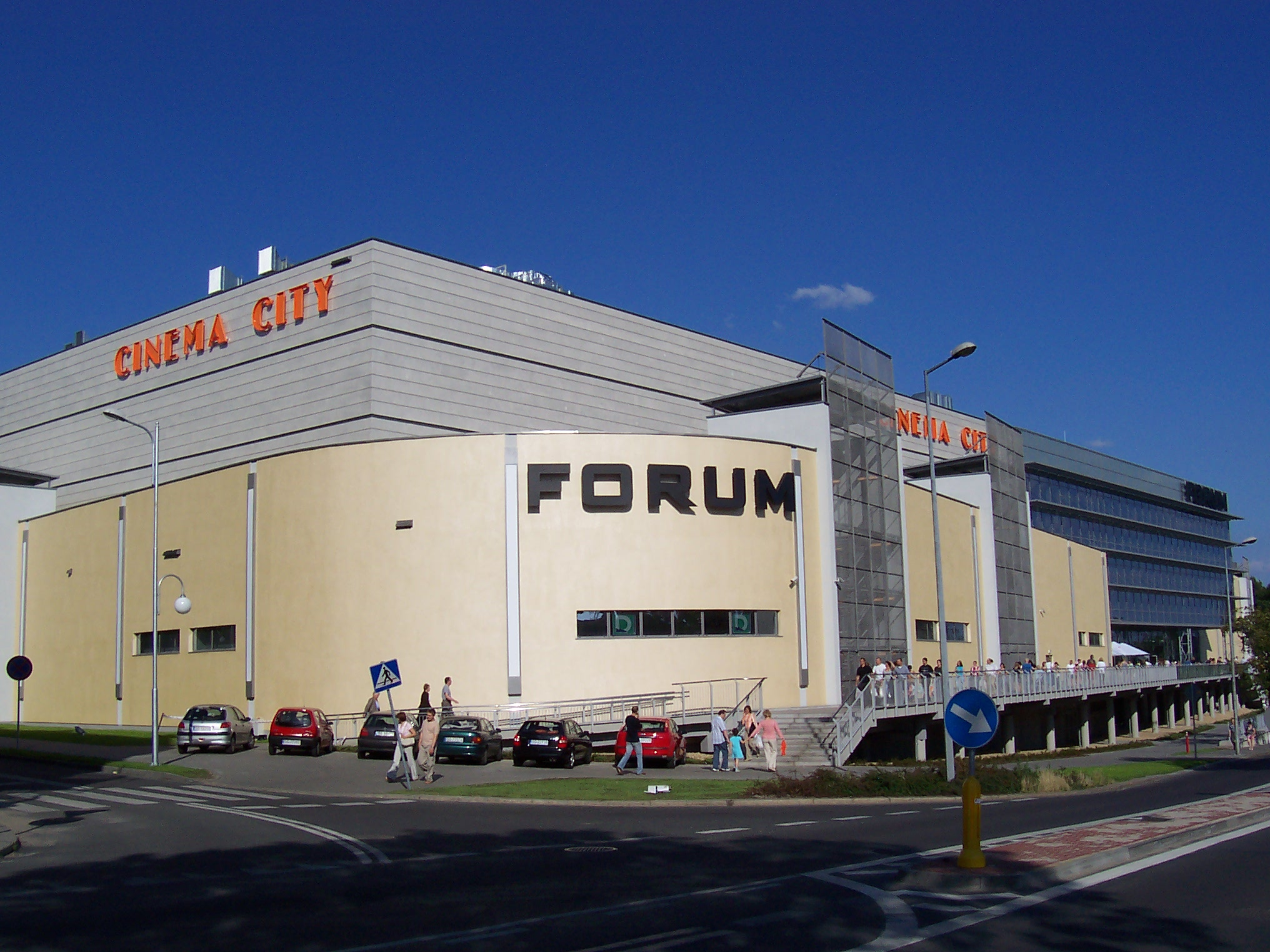
CH FORUM w Gliwicach

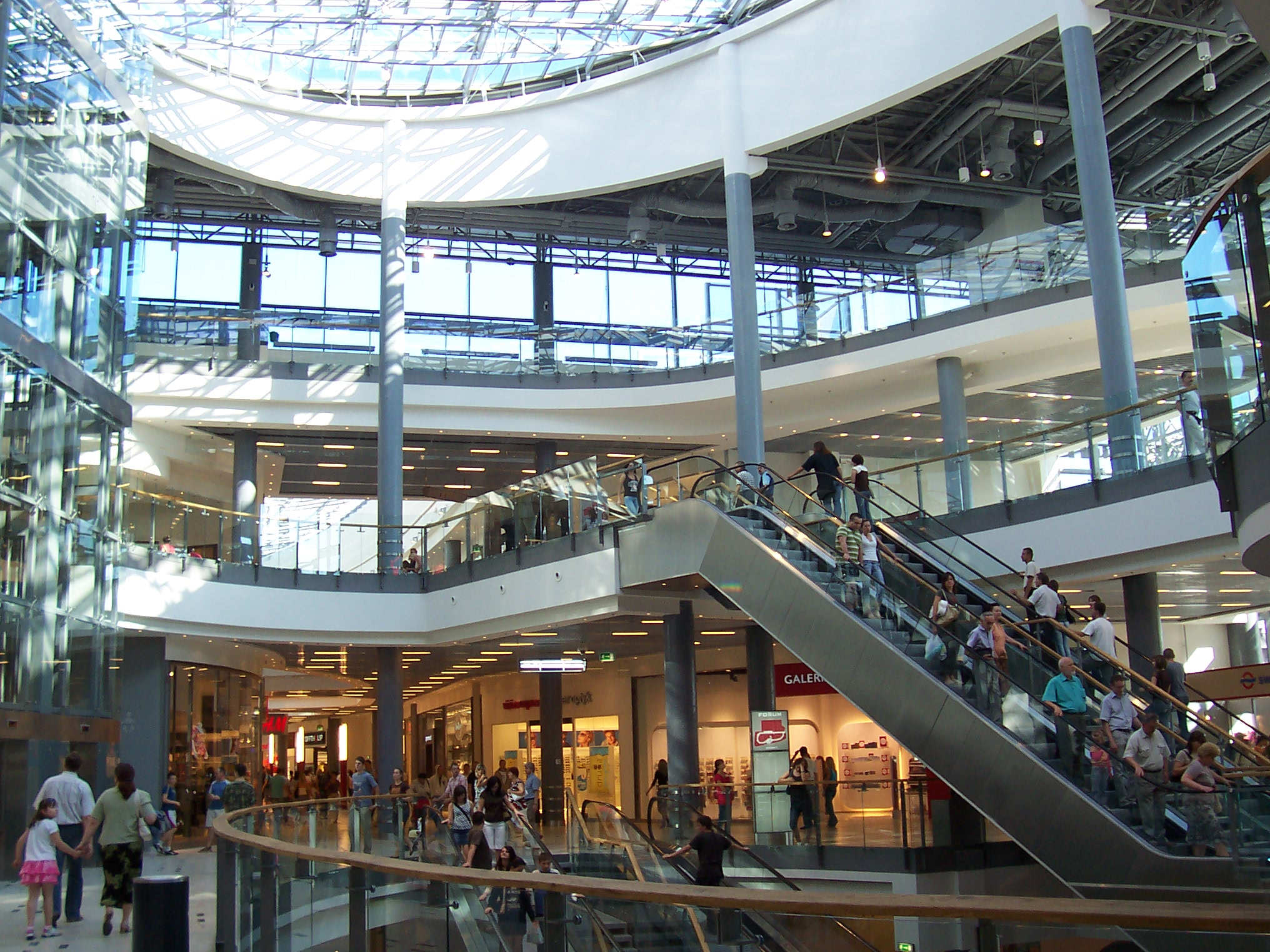
CH FORUM w Gliwicach, wnętrze

Centrum Handlowe FORUM – centrum handlowo-rozrywkowe w centrum Gliwic, jedno z największych w województwie śląskim.
CH FORUM powstało na terenach byłych Gliwickich Zakładów Materiałów Ogniotrwałych w pobliżu dworca kolejowego w rejonie ulic: Traugutta, Witkiewicza, Opolskiej i Lipowej. Jest pierwszym wielkopowierzchniowym (43 000 m²) obiektem handlowym w Gliwicach. Posiada trzy kondygnacje handlowe i mieści 140 sklepów, hipermarket, 13-ekranowe kino Cinema City oraz bezpłatny podziemny parking.
Deweloperami inwestycji CH FORUM w Gliwicach są duńska firma Braaten+Pedersen oraz firma Quinlan Private Golub, która wraz ze skandynawską grupą Borgestad współfinansuje projekt. Wartość inwestycji wyniosła około 75 milionów euro.
CH FORUM zostało oddane do użytku 28 czerwca 2007 roku.
We wrześniu 2007 roku CH FORUM zostało sprzedane niemieckiej spółce Deka Immobilien GmBh za 128 milionów euro. Zarządcą jest firma MVGM.